# Bayeux
Bayeux (ejtsd: bajő) település Franciaországban, Normandia régióban, Calvados megyében. Lakosainak száma 12 754 fő (2022. január 1.). Bayeux Guéron, Monceaux-en-Bessin, Saint-Loup-Hors, Saint-Martin-des-Entrées, Saint-Vigor-le-Grand, Vaucelles és Vaux-sur-Aure községekkel határos.

## Fekvése
Caentől északnyugatra fekvő település.

## Története

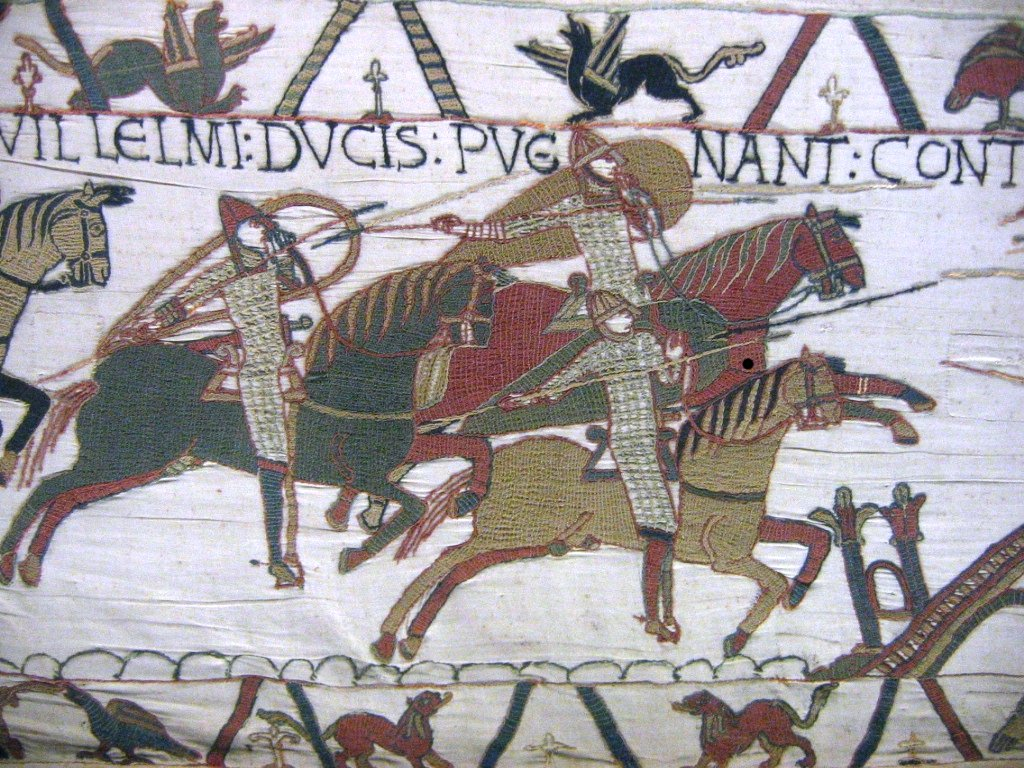
Normann lovagok ábrázolása a bayeux-i kárpiton (Mathilde királyné faliszőnyege)

A település egykor egy gall törzs legnagyobb települése volt, majd a rómaiak építettek itt várost, később püspöki székhely lett. A bretonok, a szászok, majd a normannok is elfoglalták, ezután sokáig skandináv város maradt.
1051-ben Hitvalló Eduárd angol király, mivel gyermeke nem született, örököséül Normandia hercegét, unokatestvérét, Hódító Vilmost jelölte ki. Haroldot küldte hozzá követül, mire Vilmos hozzáadta leányát, Hedviget. Harold pedig a szent ereklyére megesküdött, hogy elismeri Vilmos jogát az angol trónra. Visszatérve hazájába, Hitvalló Eduárd halálakor mégis a maga fejére téteti Anglia koronáját.
A székesegyház mellett a könyvtár épületében látható a város legféltettebb műkincse, amelyen a normann hódítás eposza elevenedik meg. E műkincs a bayeux-i kárpit, mely kézi hímzéssel készült, fél méter magas és mintegy 70 méter hosszú. Az ismeretlen hímzők lenvászonra, színes gyapjúfonallal Hódító Vilmos hadjáratának, a hastingsi csatának a képeit rajzolták fel. A faliszőnyeget még Odo bayeux-i püspök, Hódító Vilmos féltestvére rendelte meg nem sokkal Anglia meghódítása után szász hímzők műhelyében, hogy az éppen felépült katedrálist díszítsék vele.

## Nevezetességek
- 13. századból való gótikus Notre-Dame-székesegyház
- Bayeux-i katonai temető

## Galéria

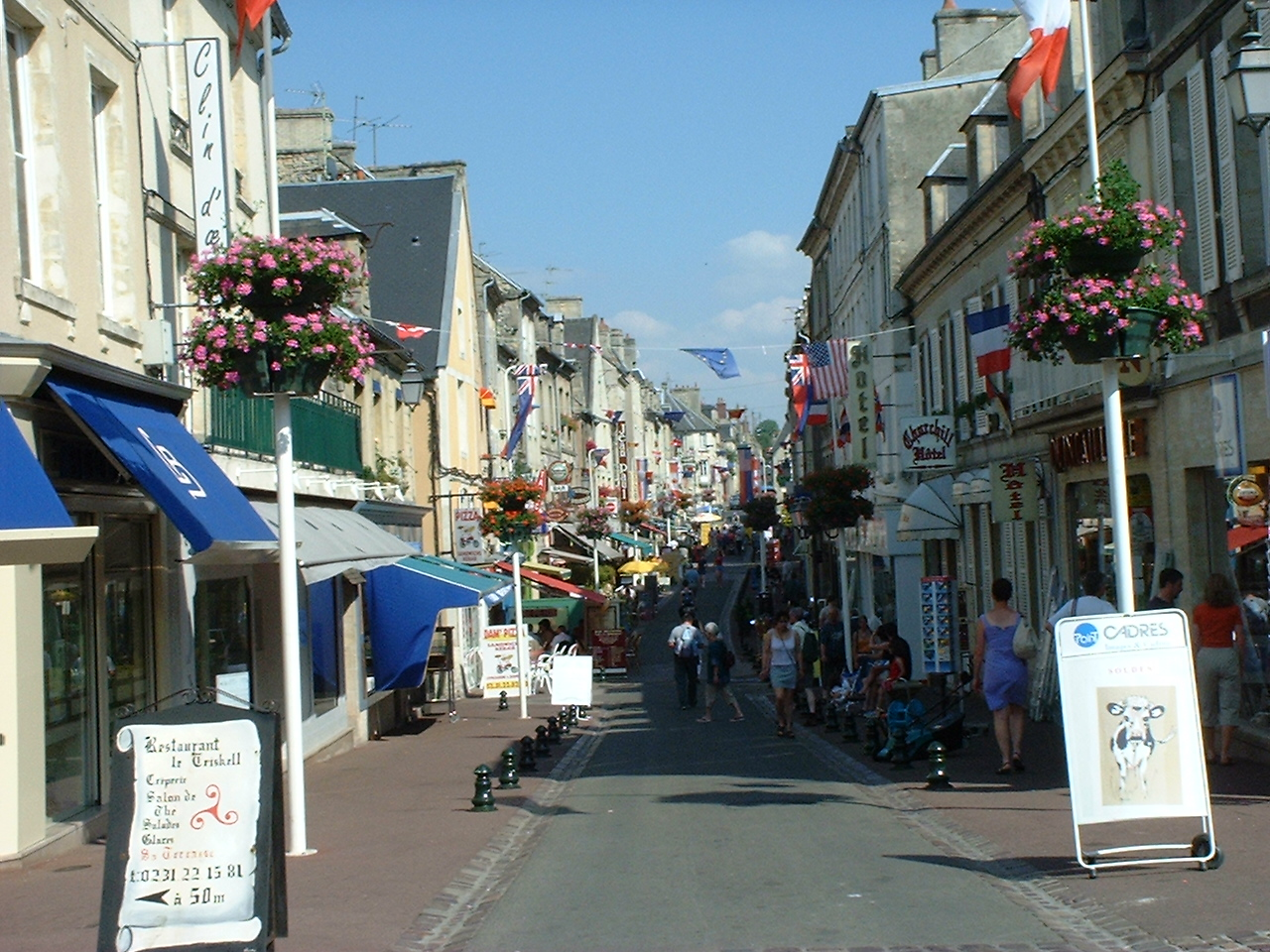
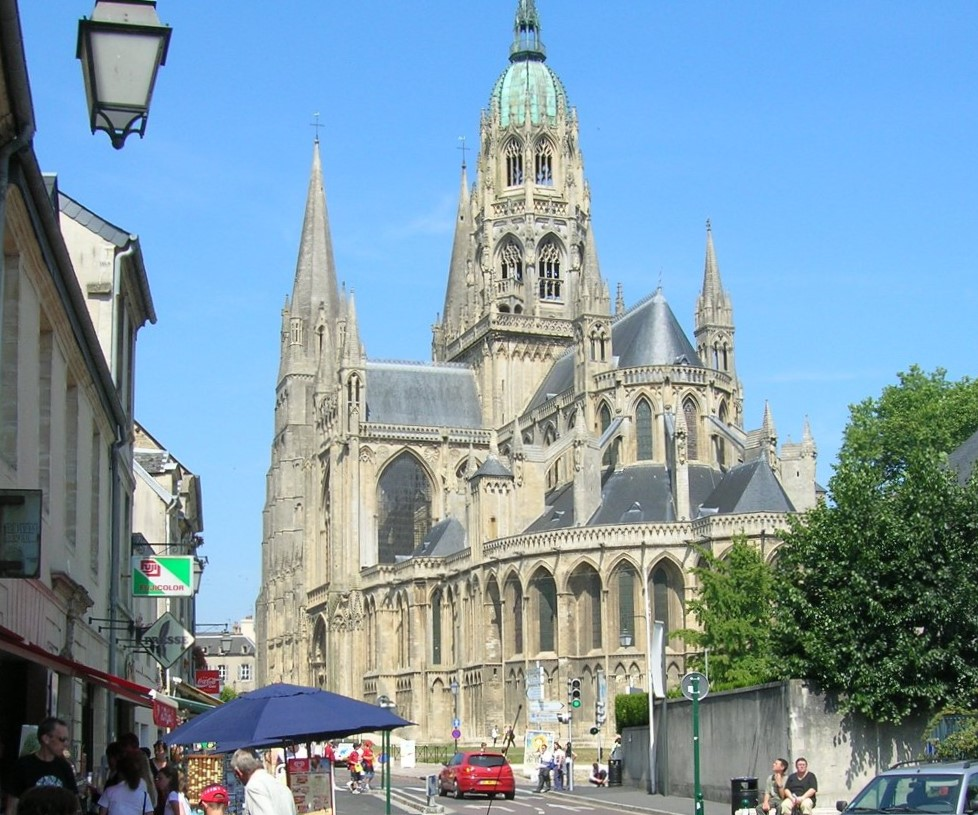
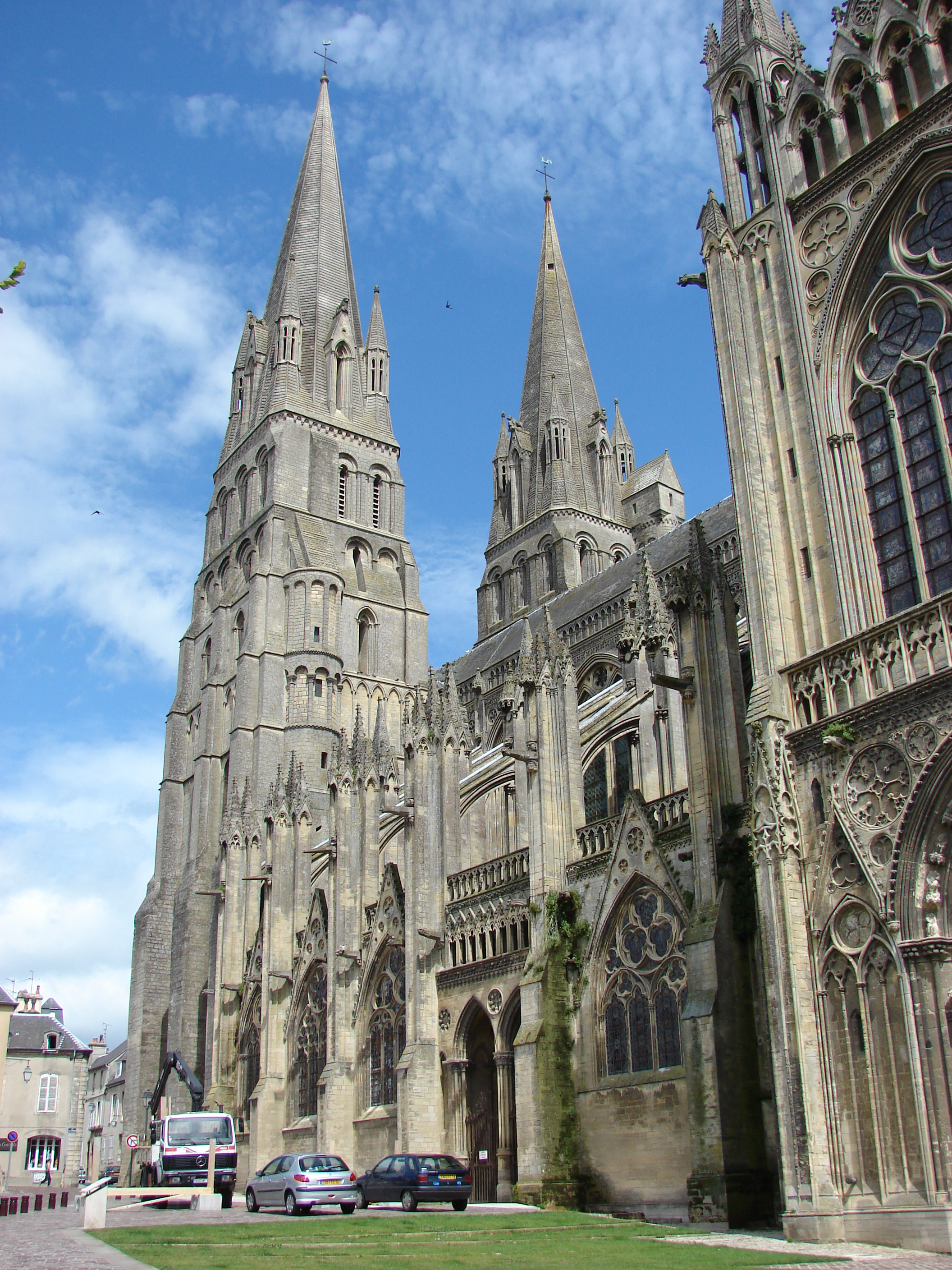
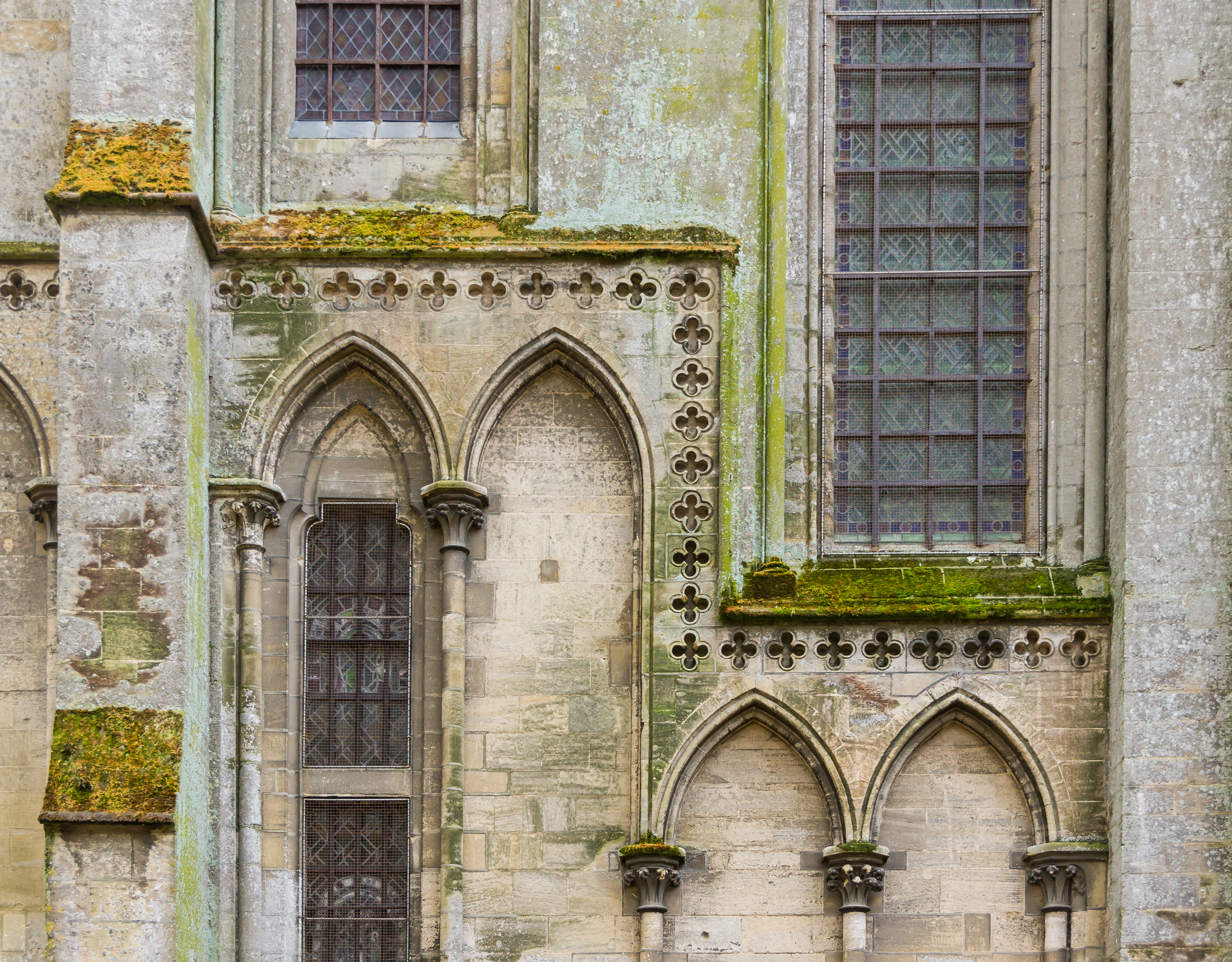
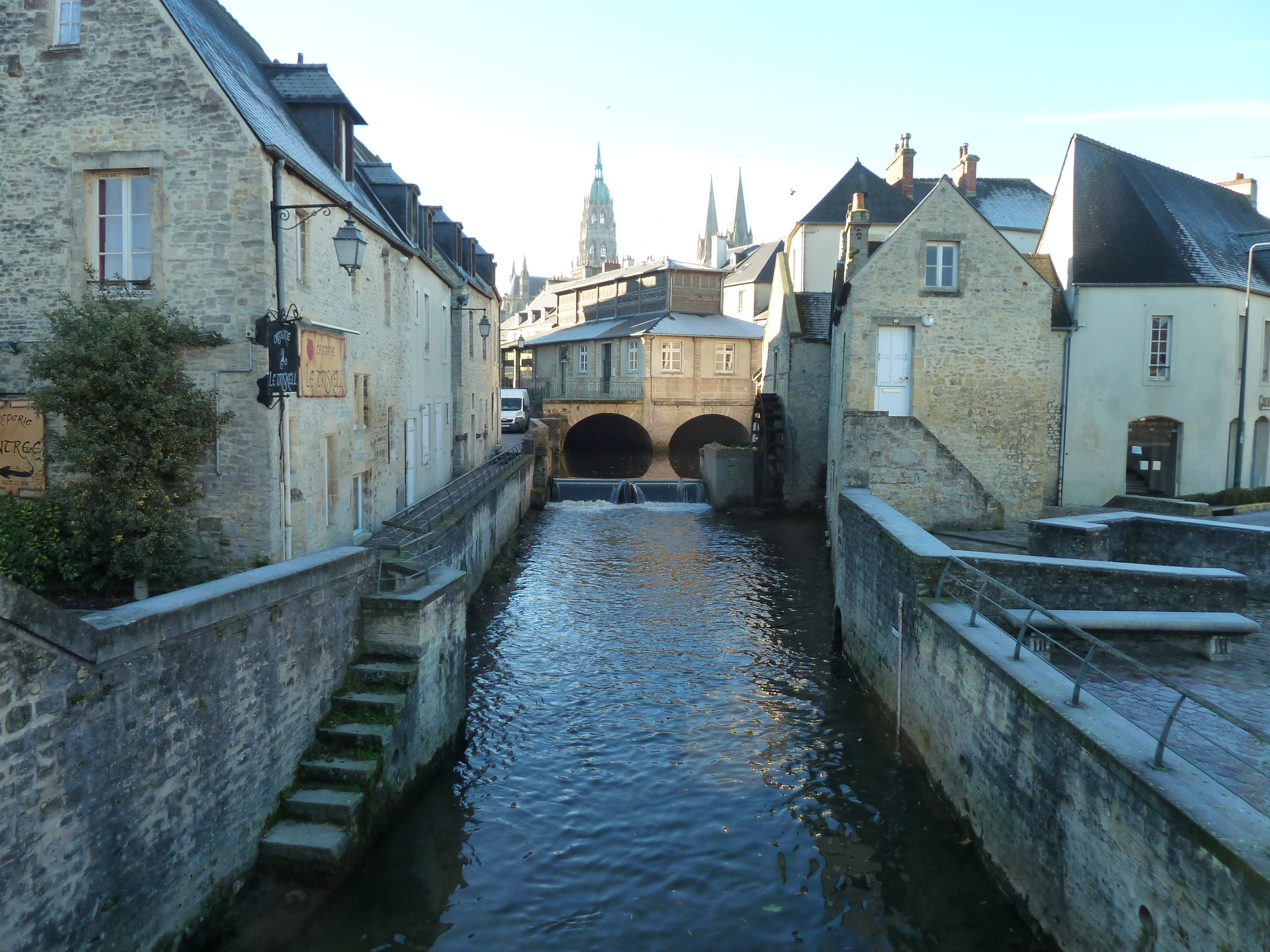
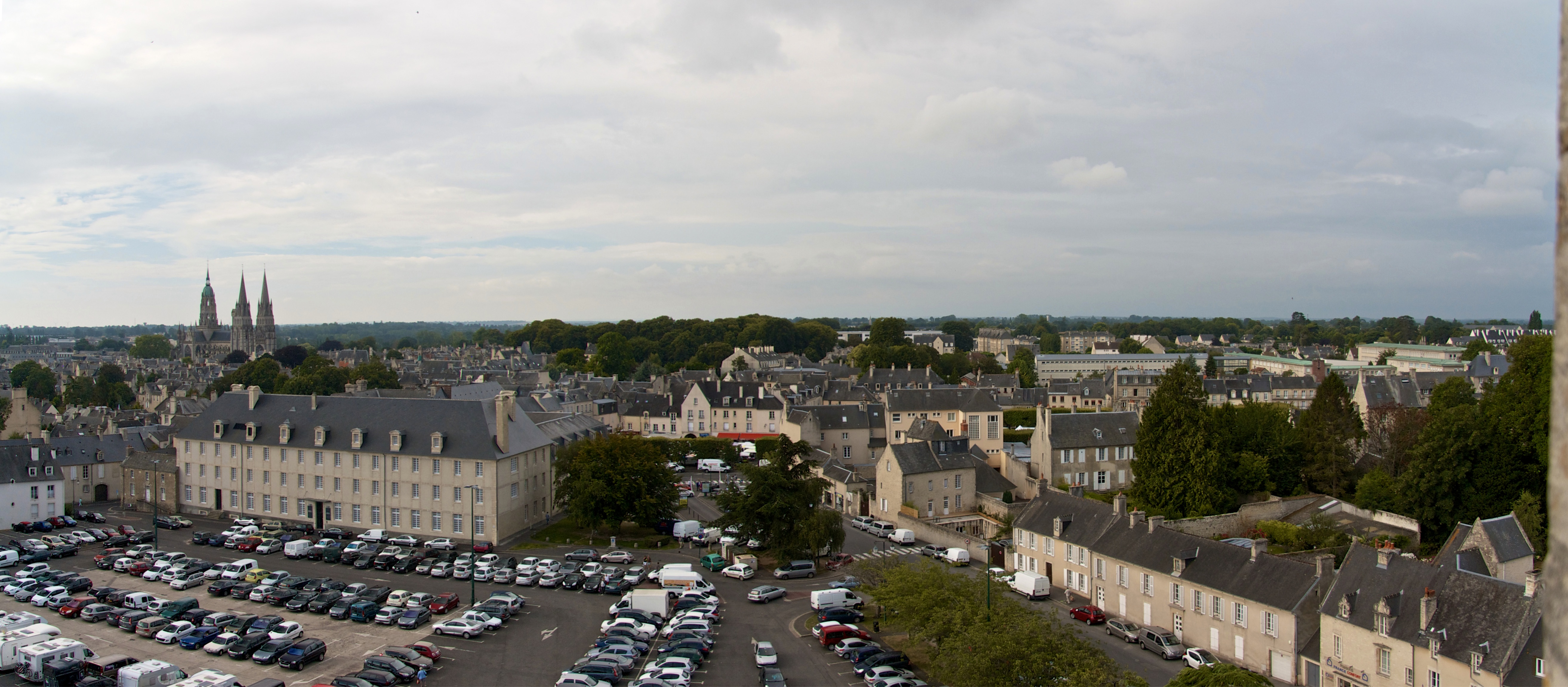
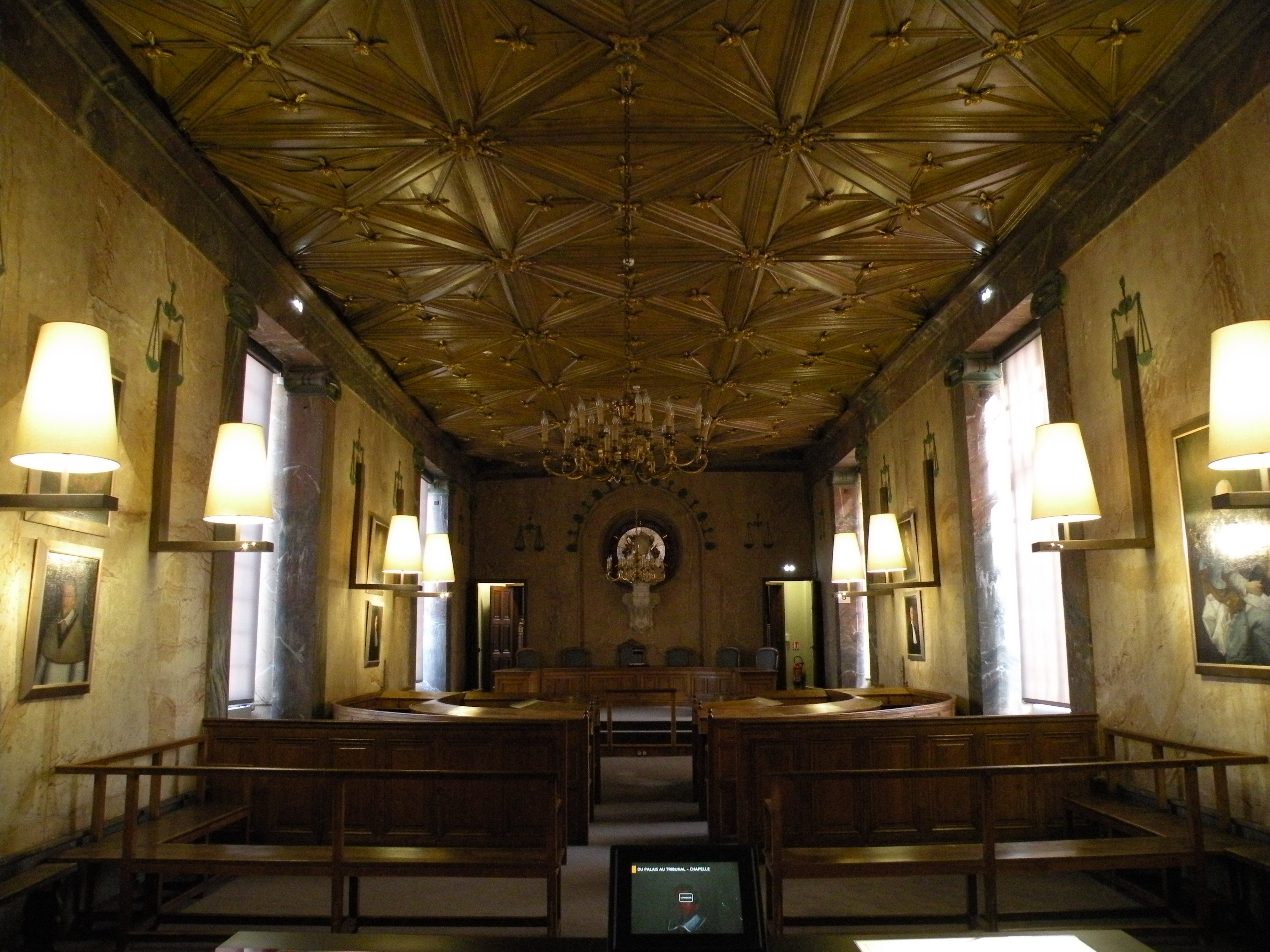
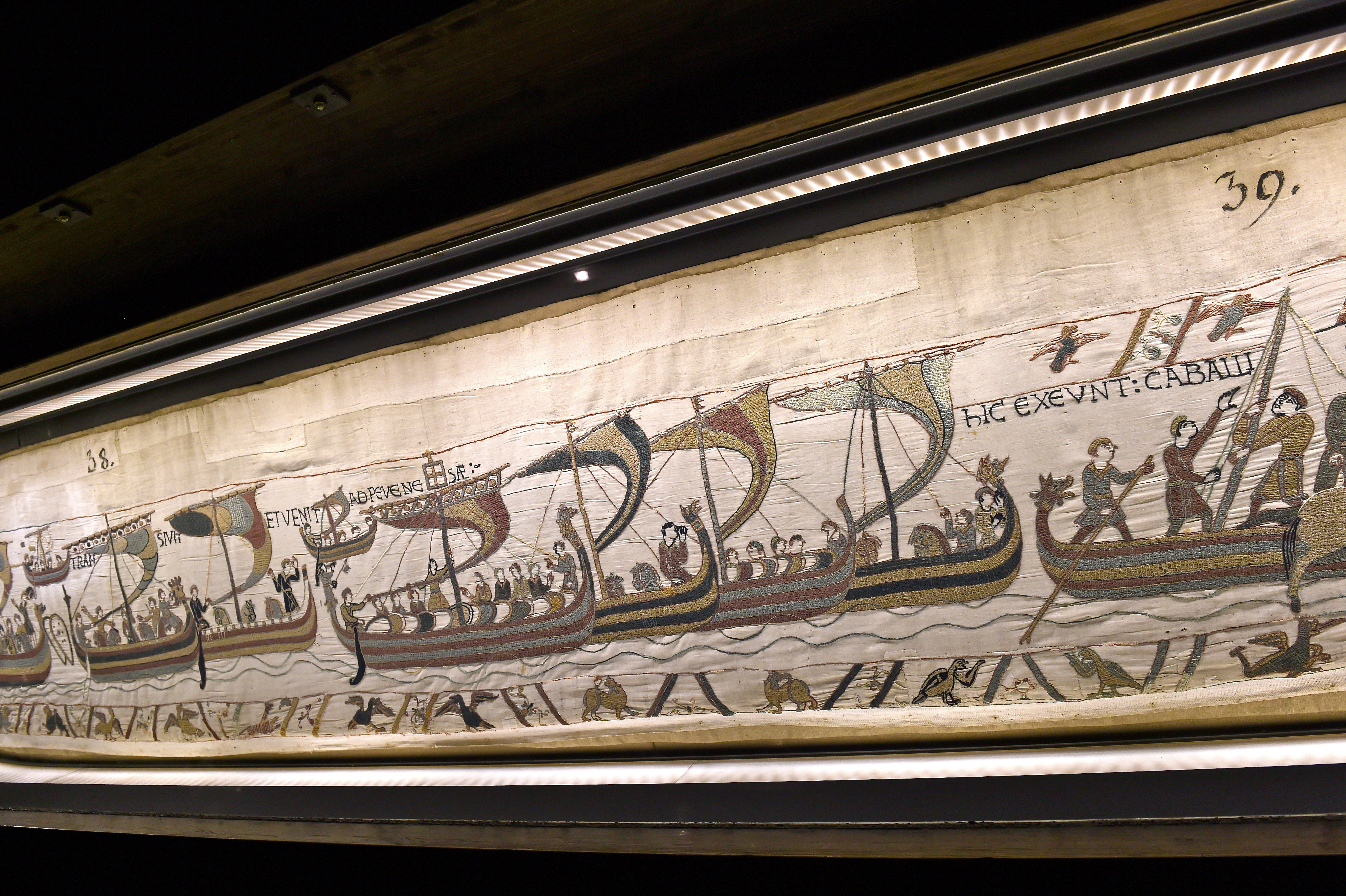
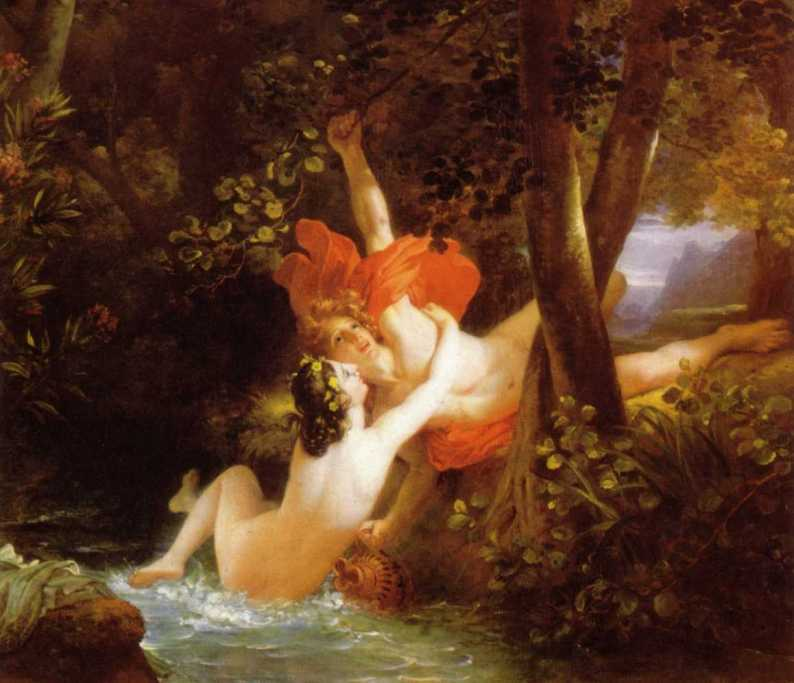
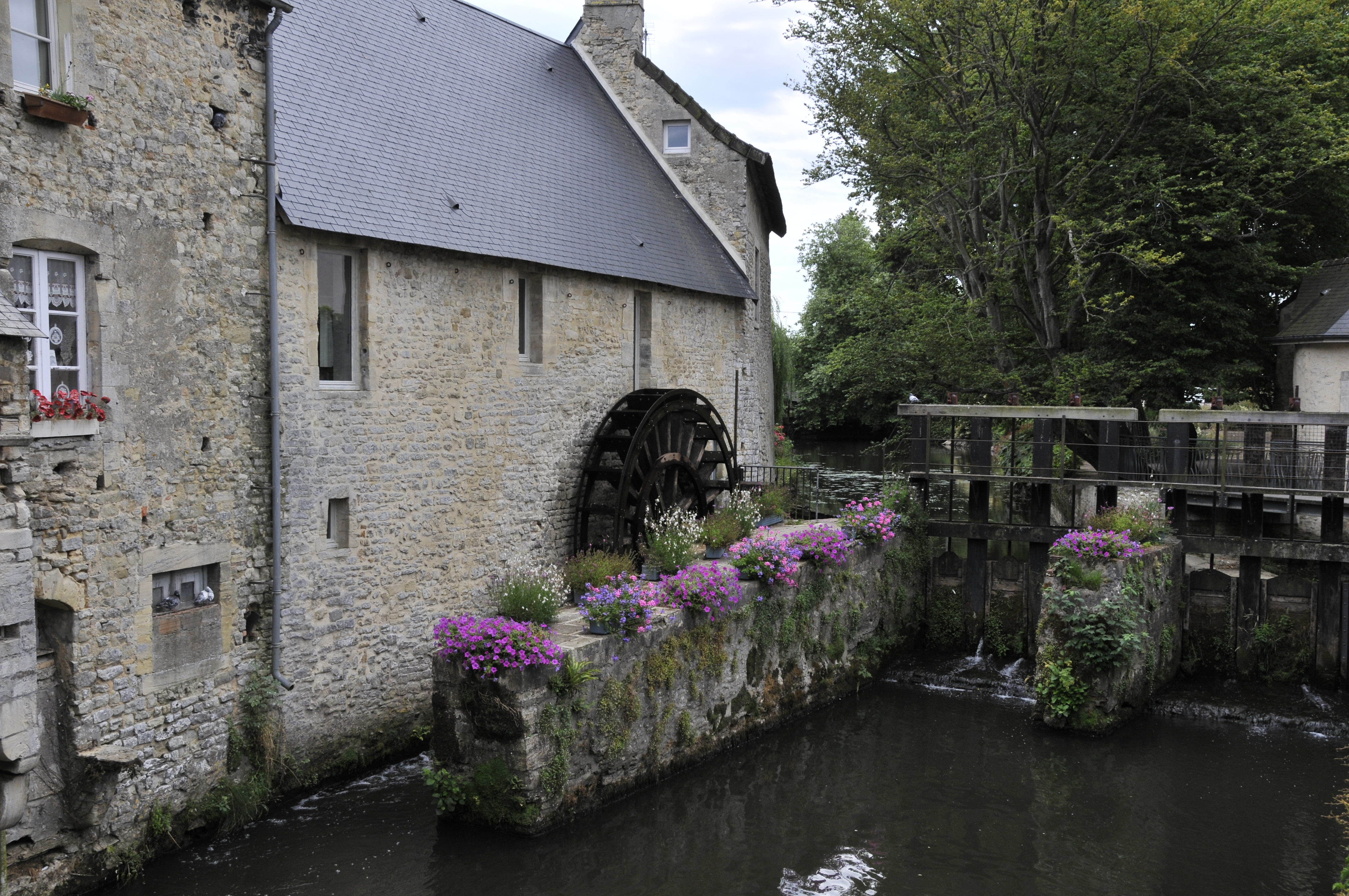
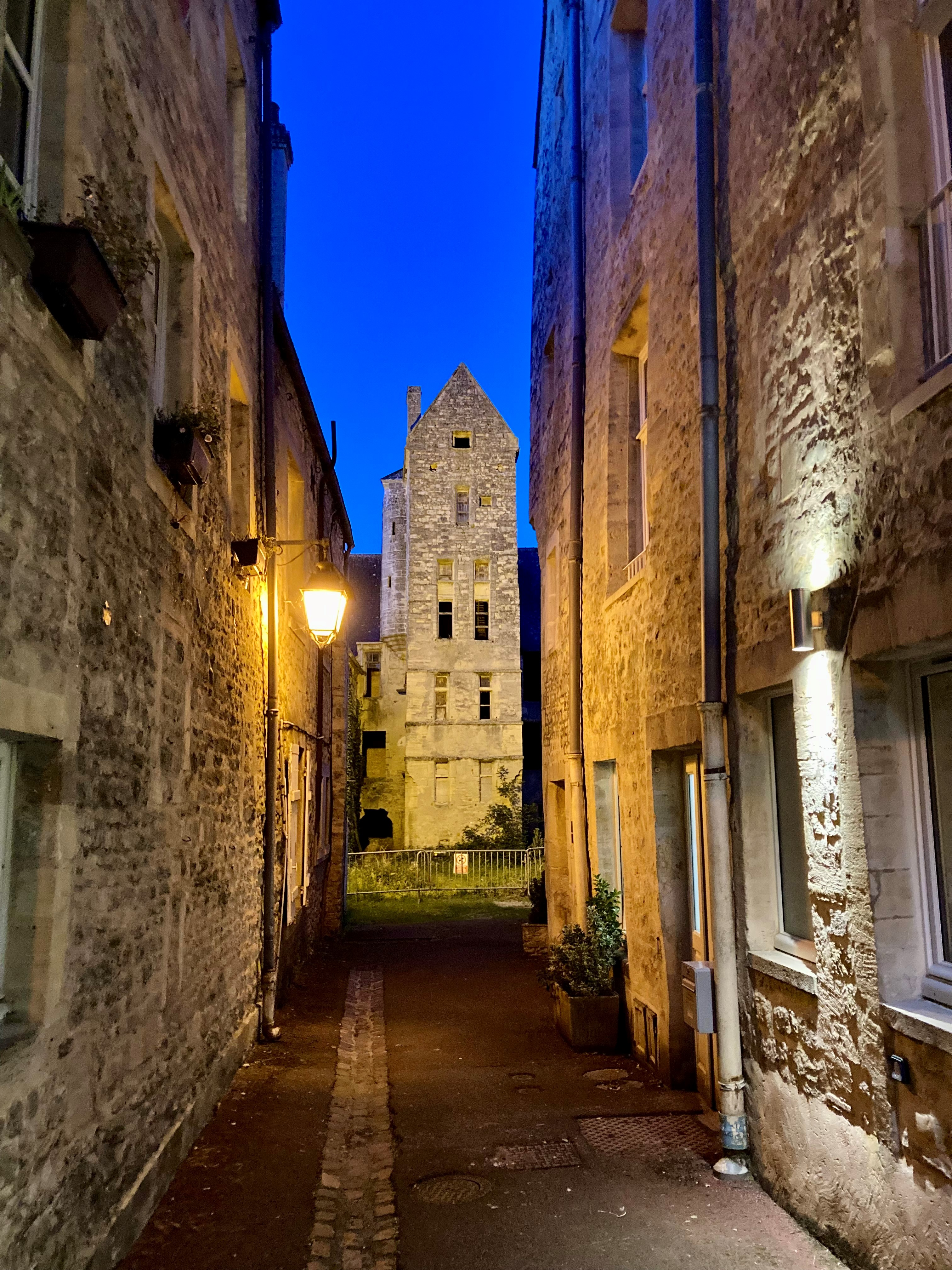
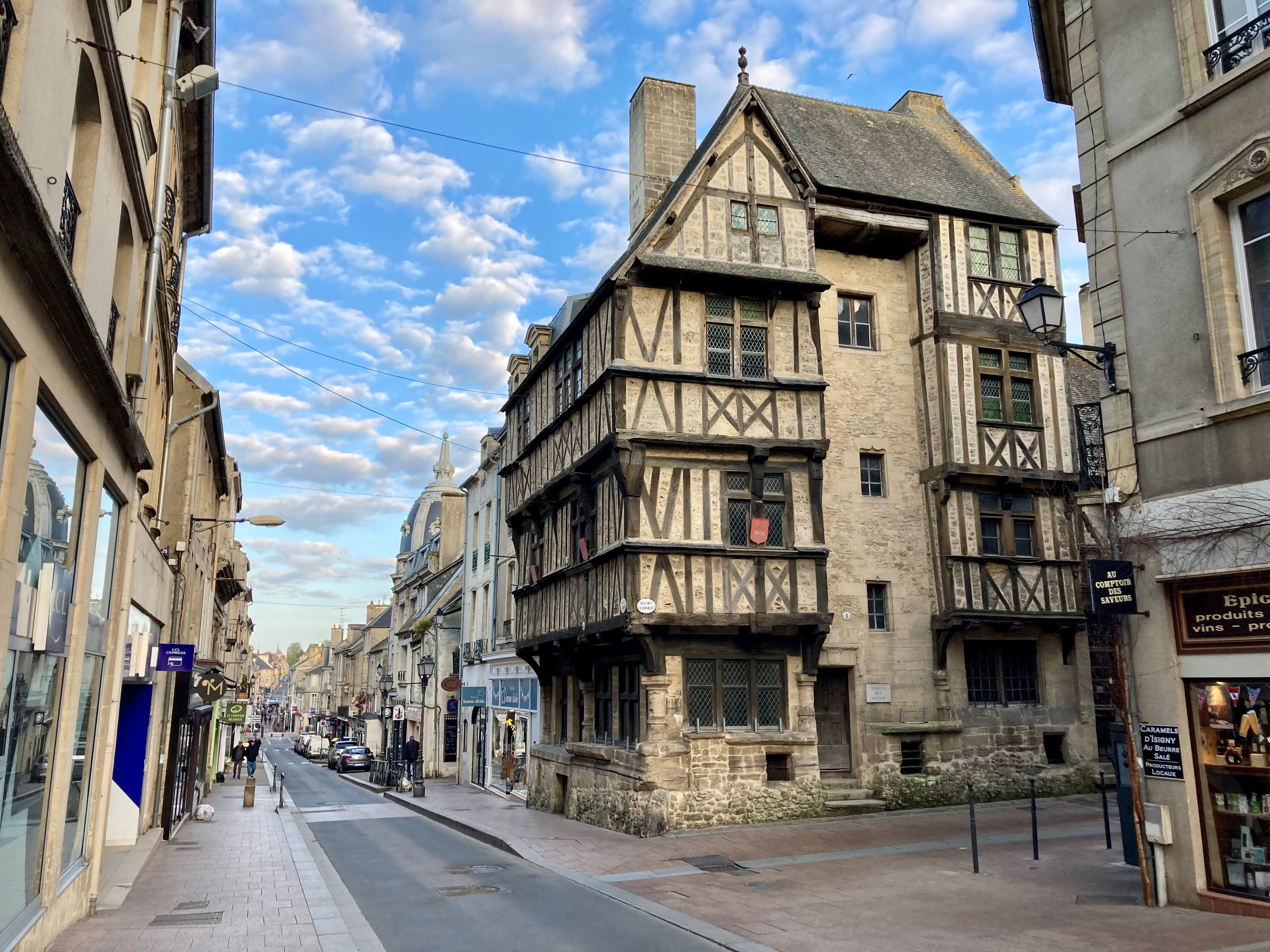
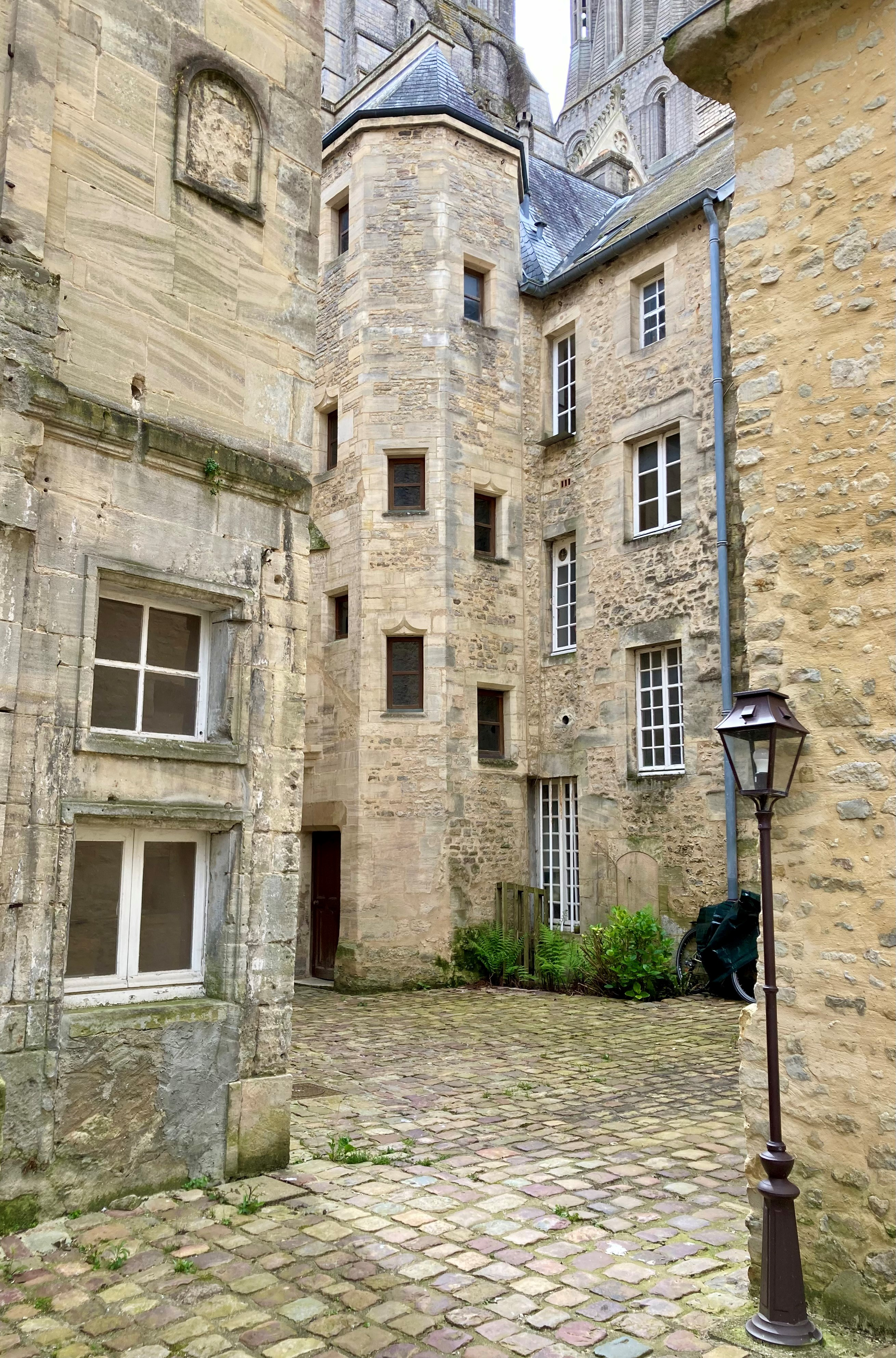